# After Bathing at Baxter's
After Bathing at Baxter's är ett musikalbum av den amerikanska rockgruppen Jefferson Airplane, släppt i november 1967 av skivbolaget RCA Victor.
Albumet var mer vågat och konstigt än gruppens föregående hit-album Surrealistic Pillow och låtarna från albumet blev därför inte spelade lika mycket på radio som de från det förra albumet. Att gruppen vidgade sina vyer sågs med skepsis från vissa och andra älskade det mer experimentella sound som skapades. "The Ballad of You and Me and Pooneil" blev en hit, om än en liten.

## Låtlista
Sida 1
Streetmasse
1. "The Ballad of You and Me and Pooneil" (Paul Kantner) – 4:29
2. "A Small Package of Value Will Come to You, Shortly" (Gary Blackman/Spencer Dryden/Bill Thompson) – 1:39
3. "Young Girl Sunday Blues" (Marty Balin/Kantner) – 3:33

The War Is Over
1. "Martha" (Kantner) – 3:26
2. "Wild Tyme" (Kantner) – 3:08

Hymn to an Older Generation
1. "The Last Wall of the Castle" (Jorma Kaukonen) – 2:40
2. "Rejoyce" (Grace Slick) – 4:01

Sida 2
How Suite It Is
1. "Watch Her Ride" (Kantner) – 3:11
2. "Spare Chaynge" (instrumental) (Jack Casady/Dryden/Kaukonen) – 9:12

Shizoforest Love Suite
1. "Two Heads" (Slick) – 3:10
2. "Won't You Try/Saturday Afternoon" (Kantner) – 5:09

Bonusspår på den remastrade CD-utgåvav från 2003
1. "The Ballad of You & Me & Pooneil" (lång version) (Kantner) – 11:04
2. "Martha" (singel-version, B-side RCA #9389) (Kantner) – 3:26
3. "Two Heads" (alternativ version) (Slick) – 3:15
4. "Things Are Better in the East" (demo-version) (Balin) – 2:31
5. "Young Girl Sunday Blues" (instrumental; gömd spår) (Balin/Kantner) – 3:59

## Medverkande
Musiker (Jefferson Airplane-medlemmar)
- Marty Balin – rytmgitarr, sång
- Jack Casady – basgitarr
- Spencer Dryden – trummor, percussion
- Paul Kantner – rytmgitarr, sång
- Jorma Kaukonen – sologitarr, sång
- Grace Slick – sång, piano, orgel, blockflöjt

Bidragande musiker
- Gary Blackman – sång
- Bill Thompson – sång

Produktion
- Al Schmitt – producent
- Richie Schmitt – ljudtekniker
- Jefferson Airplane – omslagsdesign
- Ron Cobb – omslagsdesign, omslagskonst
- The Walking Owls – albumtitel
- Alan Pappe – foto